# Рогальов Петро Леонтійович
Рогальов Петро Леонтійович (13 серпня 1912 — 5 березня 1993) — Герой Радянського Союзу (1945).

## Життєпис
Народився у с. Первомайське.
З боями пройшов Росію, визволяв Україну. Особливо П. Л. Рогальов відзначився у боях за визволення Севастополя.
Указом Президії Верховної Ради СРСР від 24 березня 1945 року йому було присвоєна звання Героя Радянського Союзу.
У післявоєнний період проходив службу в Радянській Армії, був військовим комісаром Башкирської АРСР у м. Уфа.
Рішенням виконкому Сватівської міської ради від 5 березня 1968 року № 41 Рогальов П. Л. «За великі заслуги по захисту Радянської соціалістичної Батьківщини» занесений до Книги Пошани з присвоєнням звання «Почесний громадянин міста Сватове».